# 頂弄蝶屬
頂弄蝶屬（學名：Vertica）是弄蝶科弄蝶亞科中的一個屬。物種分佈於新熱帶界。

## 物種
- Vertica ibis
- Vertica pudor
- Vertica umber
- 頂弄蝶 Vertica verticalis